# Nematocentropus
Nematocentropus là một chi bướm đêm thuộc họ Neopseustidae họ.

## Các loài
- Nematocentropus omeiensis Hwang, 1965
- Nematocentropus schmidi (Mutuura, 1971)